# HD344590
HD344590 — хімічно пекулярна зоря спектрального класу B8, що має видиму зоряну величину в смузі V приблизно  9,2.
Вона  розташована на відстані близько 2249,4 світлових років від Сонця.

## Пекулярний хімічний склад
Зоряна атмосфера HD344590 має підвищений вміст 
Si
.